# 인도의 행정 구역
다음은 인도의 행정 구역에 대한 설명이다. 인도는 28개의 주와 8개의 연방 직할지로 구성되어 있다. 주 아래에는 구(district)가 존재하는데, 상당수 주와 연방 직할지는 구보다 상위의 지방(division)으로 나누어질 수 있다. 주마다 구획의 명칭이 다른 것도 특징인데, 예를 들어 같은 소구(subdistrict)를 주에 따라 테실(tehsil), 만달(mandal), 탈루카(taluka) 등으로 서로 다르게 부른다.

## 행정구역
인도의 지방 정부에는 다음과 같은 계층이 있다.
1. 국 (Country)
2. 주 (State)
3. 지방 (Division)
4. 구 (District)
5. 소구 (Subdistrict)
6. 동 (Block)

## 인도의 주
| 주                | 주도                          | 최대도시       | 설치 | 인구 (2011년) | 면적 (km2) | 공용어                 | 추가 공용어 |
| ----------------- | ----------------------------- | -------------- | ---- | ------------- | ---------- | ---------------------- | --- |
| 안드라 프라데시   | 아마라바티                    | 비사카파트남   | 1956 | 49,506,799    | 160,205    | 텔루구어               | — |
| 아루나찰 프라데시 | 이타나가르                    | 이타나가르     | 1987 | 1,383,727     | 83,743     | 영어                   | — |
| 아삼              | 디스푸르                      | 구와하티       | 1950 | 31,205,576    | 78,550     | 아삼어                 | 벵갈어, 보도어 |
| 비하르            | 파트나                        | 파트나         | 1950 | 104,099,452   | 94,163     | 힌디어                 | 우르두어 |
| 차티스가르        | 라이푸르                      | 라이푸르       | 2000 | 25,545,198    | 135,194    | 차티스가르어           | 힌디어, 영어 |
| 고아              | 파나지                        | 바스코 다 가마 | 1987 | 1,458,545     | 3,702      | 콘칸어                 | 마라티어 |
| 구자라트          | 간디나가르                    | 아메다바드     | 1960 | 60,439,692    | 196,024    | 구자라트어             | — |
| 하리아나          | 찬디가르                      | 파리다바드     | 1966 | 25,351,462    | 44,212     | 힌디어                 | 펀자브어 |
| 히마찰 프라데시   | 심라(하계) 다람샬라(동계)     | 심라           | 1971 | 6,864,602     | 55,673     | 힌디어                 | 산스크리트어 |
| 자르칸드          | 란치                          | 잠셰드푸르     | 2000 | 32,988,134    | 74,677     | 힌디어                 | 앙기카어, 벵갈어, 보지푸르어, 호어, 카리아어, 코르타어, 쿠르말리어, 쿠루흐어, 마가히어, 마이틸어, 문다리어, 사드리어, 오디아어, 산탈어, 우르두어 |
| 카르나타카        | 방갈로르                      | 방갈로르       | 1956 | 61,095,297    | 191,791    | 칸나다어               | — |
| 케랄라            | 티루바난타푸람                | 티루바난타푸람 | 1956 | 33,406,061    | 38,863     | 말라얄람어             | 영어 |
| 마디아 프라데시   | 보팔                          | 인도르         | 1950 | 72,626,809    | 308,252    | 힌디어                 | — |
| 마하라슈트라      | 뭄바이(하계) 나그푸르(동계)   | 뭄바이         | 1960 | 112,374,333   | 307,713    | 마라티어               | — |
| 마니푸르          | 임팔                          | 임팔           | 1972 | 2,855,794     | 22,347     | 메이테이어             | 영어 |
| 메갈라야          | 실롱                          | 실롱           | 1972 | 2,966,889     | 22,720     | 영어                   | 카시어 |
| 미조람            | 아이자울                      | 아이자울       | 1987 | 1,097,206     | 21,081     | 영어, 힌디어, 미조어   | — |
| 나가랜드          | 코히마                        | 디마푸르       | 1963 | 1,978,502     | 16,579     | 영어                   | — |
| 오디샤            | 부바네스와르                  | 부바네스와르   | 1950 | 41,974,218    | 155,820    | 오디아어               | — |
| 펀자브            | 찬디가르                      | 루디아나       | 1966 | 27,743,338    | 50,362     | 펀자브어               | — |
| 라자스탄          | 자이푸르                      | 자이푸르       | 1950 | 68,548,437    | 342,269    | 힌디어                 | 영어 |
| 시킴              | 강톡                          | 강톡           | 1975 | 610,577       | 7,096      | 영어, 네팔어           | 시킴어, 구룽어, 렙차어, 림부어, 마가르어, 순와르어, 네와르어, 라이어, 셰르파어, 타망어                                                           |
| 타밀 나두         | 첸나이                        | 첸나이         | 1956 | 72,147,030    | 130,058    | 타밀어                 | 영어 |
| 텔랑가나          | 하이데라바드                  | 하이데라바드   | 2014 | 35,193,978    | 114,840    | 텔루구어               | 우르두어 |
| 트리푸라          | 아가르탈라                    | 아가르탈라     | 1972 | 3,673,917     | 10,492     | 벵갈어, 영어, 콕보록어 | — |
| 우타르 프라데시   | 러크나우                      | 칸푸르         | 1950 | 199,812,341   | 243,286    | 힌디어                 | 우르두어 |
| 우타라칸드        | 바라리사인(하계) 데라둔(동계) | 데라둔         | 2000 | 10,086,292    | 53,483     | 힌디어                 | 산스크리트어 |
| 서벵골            | 콜카타                        | 콜카타         | 1950 | 91,276,115    | 88,752     | 벵갈어, 네팔어         | 힌디어, 오디아어, 텔루구어, 펀자브어, 산탈어, 우르두어                                                                                           |

## 연방 직할지
| 연방 직할지                   | 주도                        | 최대도시    | 설치 | 인구       | 면적 (km2) | 공용어                                       | 추가 공용어                    |
| ----------------------------- | --------------------------- | ----------- | ---- | ---------- | ---------- | -------------------------------------------- | ------------------------------ |
| 안다만 니코바르 제도          | 포트 블레어                 | 포트 블레어 | 1956 | 380,581    | 8,249      | 힌디어                                       | 영어                           |
| 찬디가르                      | 찬디가르                    | 찬디가르    | 1966 | 1,055,450  | 114        | 영어                                         | —                              |
| 다드라 나가르하벨리 다만 디우 | 다만                        | 다만        | 2020 | 586,956    | 603        | 구자라트어, 영어                             | 힌디어, 마라티어               |
| 델리 직할시                   | 뉴델리                      | 델리        | 1956 | 16,787,941 | 1,490      | 힌디어, 영어                                 | 펀자브어, 우르두어             |
| 잠무 카슈미르                 | 스리나가르(하계) 잠무(동계) | 스리나가르  | 2019 | 12,258,433 | 42,241     | 카슈미르어, 도그리어, 우르두어, 힌디어, 영어 |                                |
| 라다크                        | 레(하계) 카르길(동계)       | 레          | 2019 | 290,492    | 59,146     | 힌디어, 영어                                 |                                |
| 락샤드위프                    | 카바라티                    | 카바라티    | 1956 | 64,473     | 32         | 말라얄람어, 영어                             | —                              |
| 푸두체리                      | 퐁디셰리                    | 퐁디셰리    | 1962 | 1,247,953  | 492        | 타밀어, 영어                                 | 말라얄람어, 텔루구어, 프랑스어 |

## 자치 지방

인도의 자치 지방들

인도 정부는 주의 하위에 자치 의회(autonomous council)를 가진 자치 지방(autonomous division)을 형성할 수 있도록 허용하고 있다. 그 중 일부는 인도 헌법 6장에, 일부는 각 주가 제정한 법률에 근거하고 있다.
현재로서 자치 지방은 대부분 인도 북동부의 여러 소수민족을 위해 존재하고 이외에는 카슈미르 지역의 라다크에 2개의 자치 지방이 존재한다. 인도 정부의 행정력이 미치지 않는 안다만 니코바르 제도의 북센티널섬을 사실상(de facto)의 자치 지방으로 보는 해석도 존재한다. 현재 주마다 다음과 같은 자치 지방들이 설치되어 있다.
- 아삼 주
  - 보도랜드(Bodoland)
  - 데오리(Deori)
  - 북 카차르 힐즈(North Cachar Hills)
  - 카르비 앙롱(Karbi Anglong)
  - 미싱(Mising)
  - 라바(Rabha)
  - 소노왈(Sonowal)
  - 텡갈(Thengal)
  - 티와(Tiwa)
- 마니푸르 주
  - 찬델(Chandel)
  - 추라찬드푸르(Churachandpur)
  - 사다르 힐즈(Sadar Hills)
  - 세나파티(Senapati)
  - 타멩롱(Tamenglong)
  - 우쿨(Ukhul)
- 메갈라야 주
  - 가로 힐즈(Garo Hills)
  - 자인티아 힐즈(Jaintia Hills)
  - 카시 힐즈(Khasi Hills)
- 미조람 주
  - 차크마(Chakma)
  - 라이(Lai)
  - 마라(Mara)
- 트리푸라 주
  - 트리푸라 부족 지대(Tripura Tribal Areas)
- 서벵골 주
  - 고르카랜드(Gorkhaland)
- 라다크
  - 카르길(Kargil)
  - 레(Leh)

## 지방
2022년 기준 인도의 28개 주 중 18개 주, 8개 연방 직할지 중 3개 주가 지방(division)급 행정 구역을 두고 있으며, 그 수는 도합 102개이다.

## 구
주나 직할지의 하위에는 구(district, zilla)라는 행정구역이 놓인다. 2022년 기준 도합 766개의 구가 있다.

## 소구
구의 하위에는 소구(subdistrict)가 놓이는데 주마다 이름이 다양하다. 2018년 기준 인도 전국에 총 6057개의 소구급 행정구역이 있다.

## 지구
개발 지구(Community Development Block)는 일부 소구(tehsil) 하위에 놓이는 구획이다.
일반적으로 인도의 말단 행정구역은 마을(village) 단위이며, 마을 단위의 자치는 그람 판차야트(Gram Panchayat)에 의해 관할된다. 이는 전통적인 지방 자치 제도인 판차야트 라지에 근거한 것으로, 하나의 큰 마을 또는 여러 작은 마을을 관할한다. 그람 판차야트는 인도 전국에 약 256,000개 있는 것으로 추산된다.
간혹 정부 행정에서는 마을을 더 세분화하여 동 단위의 행정구역인 거주지(habitation)라는 구분을 쓰기도 한다. 2003년 조사 기준 인도 전국에 1,714,556개 있다.

## 같이 보기
- 인도의 주